# Bank Państwa w Łodzi
Bank Państwa w Łodzi – dawna siedziba Rosyjskiego Banku Państwa w Łodzi oraz Banku Państwa, od 1945 roku należy do NBP, a od lat 90 XX w. również do Kredyt Banku (do 1997 roku PBI), znajdująca się w Łodzi przy al. Kościuszki 14.

## Historia
Reprezentacyjny budynek oddziału Rosyjskiego Banku Państwa (utworzonego w Łodzi w 1886 roku) powstał w latach 1905–1908 według projektu (1905) Dawida Landego u zbiegu ulic Spacerowej (ob. al. Kościuszki) i Benedykta (ob. ul. 6 Sierpnia). Po I wojnie światowej do budynku wprowadziła się łódzka Izba Skarbowa, a w 1927 roku pomieszczenia użytkował Bank Państwa.
Gmach, zbudowany na planie odwróconej litery „L”, charakteryzuje się eklektyczną fasadą nawiązującą do neorenesansu i neobaroku. W wystroju wnętrz można odnaleźć elementy secesyjne. Charakterystycznym elementem budynku jest sala operacyjna o powierzchni ponad 10 arów i wysokości 10 metrów. W czasach powstania budynku była to największa sala obsługi klientów w łódzkich bankach.
Budynek wpisany jest do rejestru zabytków pod numerem A/315 z 20.01.1971.